# 요한 아른트

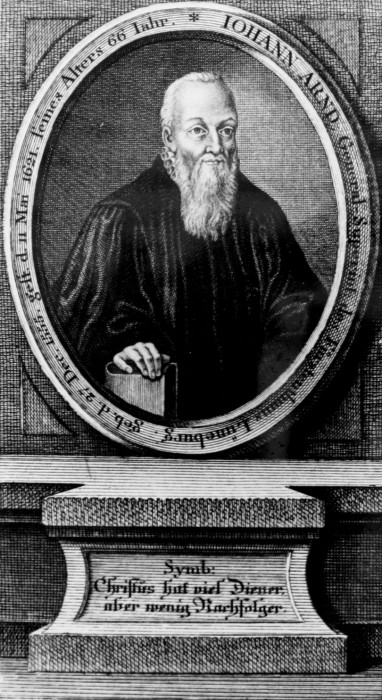
요한 아른트

요한 아른트 (Johann Arndt , 1555년 12월 27일 –  1621년 5월 11일) 독일의 루터교 신학자로 루터교 정통주의 시대를 반영한 인물이자 17세기 후반까지 힘을 얻었던 루터교 운동 경건주의의 선구자였다. 그는 기독교 경건주의에 대한 몇 권의 책을 썼다.
그의 작품인 '무엇이 진정한 기독교인가'는 필리프 야코프 슈페너에게 영향을 미쳤다.

## 추가 자료
- Brian C. Brewer, "Johann Arndt: Reconsidering the Renovative Lutheran," Covenant Quarterly (Nov. 2002), 20-36.
- George S. Spink, "John Arndt's Religious Thought: A Study in German Proto-Pietism" (Ph.D. diss., Temple University, 1970)
- Johann Arnd in the Christian Cyclopedia